# ロドリー・ジョーンズ
ロドリー・ジョーンズ（Rhodri Jones、1991年12月23日 - ）は、、ユナイテッド・ラグビー・チャンピオンシップドラゴンズに所属するラグビーユニオン選手。

## プロフィール
- ウェールズ・アベリストウィス出身[1]。
- ポジションはプロップ(PR)。
- 身長 191cm、体重 119kg
- U20ウェールズ代表に選ばれたことがある[2]。
- ウェールズ代表キャップは20（2022年8月現在）。

## 略歴
ランドヴァリーRFC、ラネリー、スカーレッツを経て、2016年、オスプリーズに加入。
2022年、ドラゴンズに加入。